# Farringdon (métro de Londres)
Pour les articles homonymes, voir Farringdon.
Farringdon est une station des lignes : Circle line, Hammersmith & City line et Metropolitan line, du métro de Londres, en zone 1. Elle est située dans le quartier Clerkenwell du Borough londonien d'Islington.

## Histoire
C'est l'une des stations les plus anciennes du métro londonien puisqu'elle fut l'un des terminus est de la première ligne de métro : celle du Metropolitan Railway inaugurée le 10 janvier 1863, qui reliait Farrington à Paddington, 6 km plus à l'ouest. Elle portait alors le nom de Farringdon Street.
Deux ans plus tard, la Metropolitan Railway déplaça la station à son emplacement actuel lorsque la ligne fut prolongée sur Moorgate le 23 décembre 1865. Puis, elle prit le Farringdon and High Holborn le 26 janvier 1922 et enfin tout simplement Farringdon le 21 avril 1936..

## À proximité
- Clerkenwell
- Fabric